# Mark Hurd

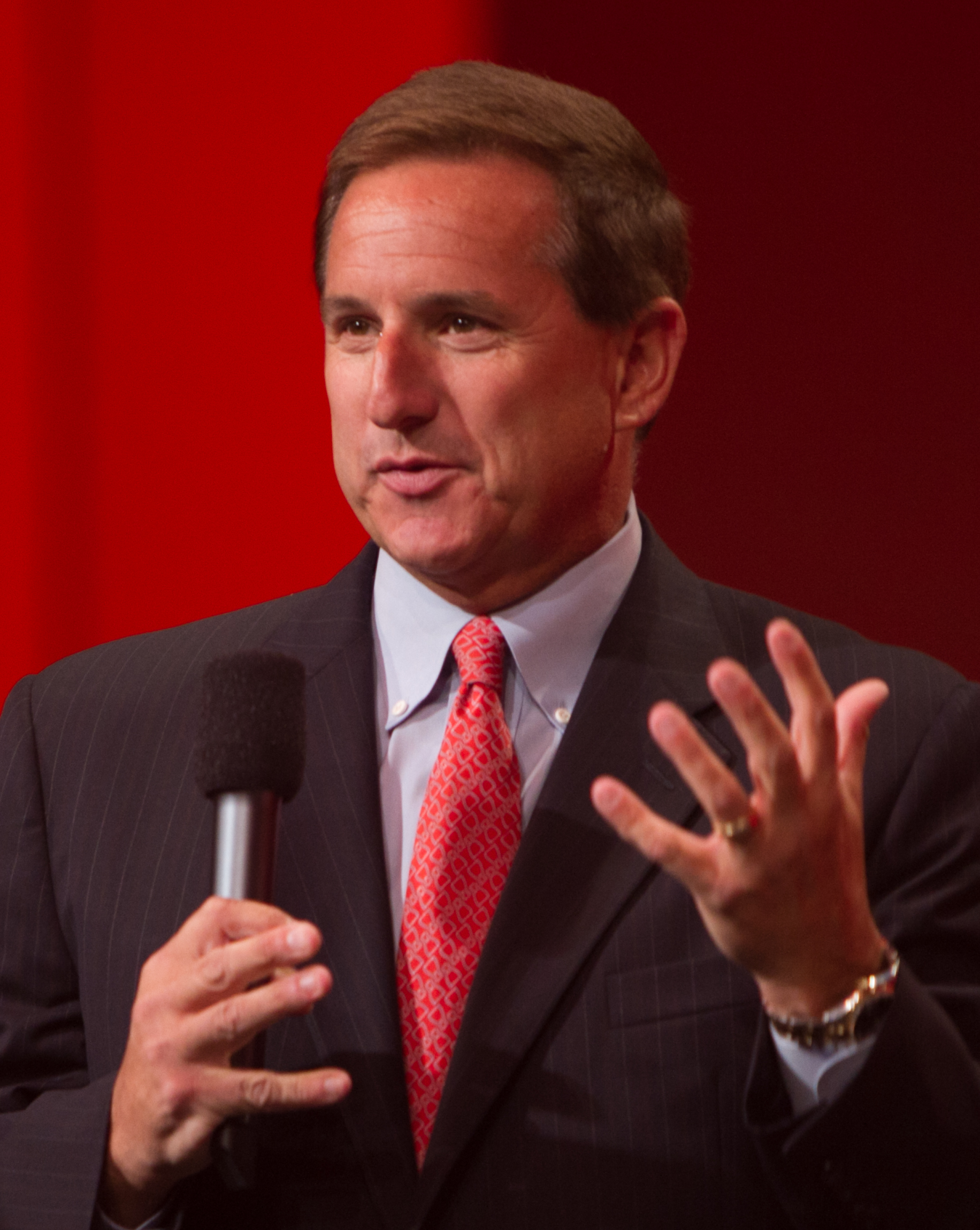
Mark Hurd (2010)

Mark Vincent Hurd (* 1. Januar 1957 in New York City; † 18. Oktober 2019) war ein US-amerikanischer Manager. Er war von September 2010 bis zu seinem Tod einer der zwei Präsidenten von Oracle und Mitglied im Board of Directors. Zuvor war er Geschäftsführer und Vorsitzender von Hewlett-Packard (HP) und zugleich vom 1. April 2005 bis zum 6. August 2010 Mitglied des Vorstandes. Er hatte dort Carly Fiorina ersetzt, die sich nach einer schwierigen Fusion mit Compaq und Kampf mit der Vorstandsetage im Anschluss an enttäuschende Ergebnisse zurückzog.

## Leben und Wirken
Mark Hurd schloss 1979 die Baylor-Universität mit dem Bachelor in Betriebswirtschaft ab.
Hurd arbeitete 25 Jahre für die NCR Corporation. Die letzten zwei Jahre diente er der Firma als Geschäftsführer und Vorsitzender. Seine Führung wurde gezeichnet durch seine erfolgreichen Anstrengungen, die betriebliche Produktivität zu steigern, die Position des Sortiments von NCR zu stärken und eine starke Führungsgruppe zu bilden. Im Geschäftsjahr 2004 erzielte NCR ein Einkommen von 6 Milliarden US$, eine Steigerung von 7 % gegenüber dem Vorjahr. Der Nettogewinn verfünffachte sich dabei beinahe auf 290 Millionen US$.
Im Jahr 2001 wurde Hurd zum Vorsitzenden der NCR ernannt und erhielt 2002 den zusätzlichen Verantwortungsbereich des leitenden Geschäftsführers. Davor war er drei Jahre als Leiter der Teradata-Data-Warehousing-Abteilung innerhalb der NCR tätig. Davor hielt er verschiedene Positionen in Geschäftsleitung, Betrieb, sowie Vertrieb und Marketing inne. Hurd begann seine Karriere bei NCR 1980 als Vertriebsbeauftragter.
Hurd war Mitglied des „Technology CEO Council“, einer Vereinigung von Vorsitzenden und Geschäftsführern von IT-Firmen, welche öffentliche Grundsatzpositionen zu Technologie- und Handelsthemen entwickeln und durchsetzen.
Am 6. August 2010 trat Mark Hurd aufgrund einer Verletzung der Geschäftsgrundsätze von seinem Posten als CEO bei HP zurück. Ihm wurde von einer Mitarbeiterin, mit der er eine Beziehung eingegangen war, sexuelle Belästigung vorgeworfen, was eine interne Untersuchung bei HP jedoch nicht bestätigte. Im Zusammenhang damit wurden ihm jedoch auch falsche Spesenabrechnungen vorgeworfen.
Kurz darauf setzte er seine Karriere bei Oracle fort, wo er ab 2014 als CEO agierte. 
Er starb am 18. Oktober 2019, nachdem er sich rund ein Monat davor krankheitsbedingt von seiner Führungsposition zurückgezogen hatte. Er hinterließ seine Frau Paula Hurd und zwei Töchter.